# Piccolo galateo erotico per fanciulle

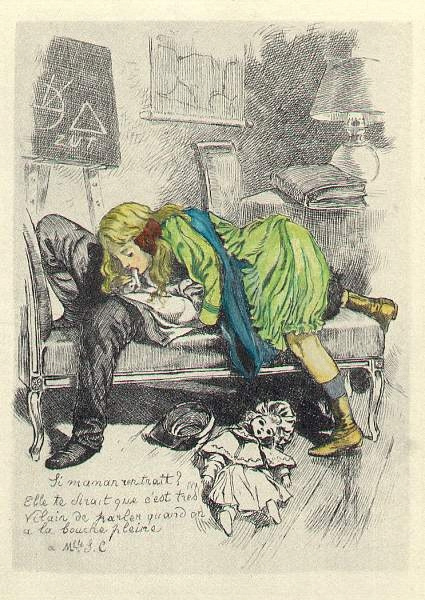
Illustrazione di Martin van Maële per il Manuale. La didascalia dice: Se la mamma ritorna? Ti dirà che è da villani parlare con la bocca piena.

Il piccolo galateo erotico per fanciulle (ad uso degli istituti di educazione) è un libro di aforismi erotici dello scrittore e poeta francese Pierre Louÿs, redatto nel 1917 e pubblicato postumo e anonimo dieci anni più tardi. L'opera si presenta essenzialmente come una parodia dei manuali di istruzione del tempo, molto seri e rigorosi. In lingua italiana è pubblicato dalla casa editrice milanese SE.
È composto da brevi aforismi, solitamente di una o due frasi, raggruppati in temi: a casa, a tavola, in classe, in chiesa, per la strada ecc. L'autore consiglia quindi la ragazzina su come è meglio comportarsi in determinate occasioni e i consigli sono quantomai libertini e immorali: un vero e proprio attacco sovversivo contro il puritanesimo della borghesia Belle Époque.
Louys, con tono tagliente e stile loquace, usa l'ironia per evocare gli amori a buon mercato delle sue perverse adolescenti e questa relativa distanza gli permette di disprezzare qualsiasi censura morale: incesto, rapporti di minorenni con adulti (efebofilia) o di ragazzine con adulti (ebefilia) ma mai pedofilia come in alcune pagine del romanzo Figlie di tanta madre, anch'esso postumo.
L'avviso all'inizio del libro già chiarisce tutto ciò che ci si deve aspettare nel prosieguo della lettura: "Abbiamo ritenuto superfluo spiegare parole come fica, cazzo, coglione, sperma, erezione, masturbazione, lesbica, posizione del 69, puttana, bordello. Sono parole familiari a tutte le ragazzine."
Alcuni consigli sono stati illustrati dal fumettista Loïc Dubigeon, altri da Martin van Maële.

## Edizioni
- Pierre Louÿs, Piccolo galateo erotico per fanciulle, Piccola biblioteca erotica, ES, 1993, ISBN 8895249372.